# Maldon
|  | Aquest article tracta sobre la ciutat anglesa. Vegeu-ne altres significats a «Maldon (desambiguació)». |

Maldon és una ciutat i parròquia civil del districte de Maldon, Essex, Anglaterra. Té una població de 21.875 habitants i districte de 63.350. Al Domesday Book (1086) està escrit amb la forma Malduna/Meldona/Melduna.